# Barclay (efternamn)
För andra betydelser, se Barclay.
Barclay är ett skotskt efternamn.

## Personer med efternamnet Barclay
- Alexander Barclay, flera personer
  - Alexander Barclay (handelsman) (1778–1833), skotsk-svensk handelsman.
  - Alexander Barclay (poet) (1475–1552), engelsk poet, satiriker och präst.
- Arthur Barclay, (1854–1938) Liberias president 1904–1912
- Colville Barclay (1869–1929), brittisk diplomat
- Edwin Barclay (1882–1955), Liberias president 1930–1944
- Eric Barclay (1894–1938), svensk skådespelare
- Florence Barclay (1862–1921), brittisk författare
- John Barclay (1582–1621), skotsk författare och satiriker
- Michail Barclay de Tolly (1761–1818), rysk fältmarskalk, krigsminister och furste
- Robert Barclay (1648–1690), skotsk kväkare och teolog
- Thomas Barclay (1853–1941), brittisk jurist och politiker
- William Barclay Squire (1855–1927), engelsk musikforskare
- William Barclay Turnbull (1811–1863), skotsk antikvarie

## Namnet i Sverige idag
Den 31 december 2020 hade 51 personer Barclay som efternamn och 6 män Barclay som förnamn, av personer folkbokförda i Sverige.